# Dominic McLaughlin
Dominic McLaughlin, né en 2013 ou 2014, est un acteur britannique. En mai 2025, il a été choisi pour interpréter le rôle d'Harry Potter dans la série télévisée Harry Potter, produite par HBO.

## Biographie
Dominic McLaughlin est Écossais et a commencé sa carrière à la Performance Academy Scotland vers 2020. Il a joué dans une adaptation de Macbeth au Royal Highland Centre (en) avec Indira Varma et Ralph Fiennes.
En mai 2025, il est choisi pour interpréter le rôle titre dans la série télévisée Harry Potter produite par HBO, qui sera diffusée à partir de 2026 ou 2027. Il jouera également dans la comédie Grow (en) en 2025 aux côtés de Nick Frost (qui interprète Hagrid dans la série Harry Potter).
Il a également été choisi pour jouer dans l'adaptation télévisée de la BBC du roman Gifted de Marilyn Kaye (en), qui est prévue pour 2025.

## Filmographie

### Cinéma
Longs métrages
- 2025 : Grow de John McPhail : Oliver Gregory

### Télévision
Séries télévisées
- 2025 : Gifted de Matthias Hoene : Martin
- 2027 : Harry Potter (série télévisée) : Harry Potter

## Théâtre
- 2024 : Macbeth dirigé par Simon Godwin au Royal Highland Centre